# Themis (fusée)
Pour les articles homonymes, voir Callisto.
Thémis est un démonstrateur européen de premier étage de fusée réutilisable. Il est développé par la plateforme d'innovation ArianeWorks lancée par ArianeGroup et le Centre national d'études spatiales, l'agence spatiale française.

## Contexte: la mise au point du prochain lanceur européen
Themis est un des composants développé pour permettre la transition entre le lanceur Ariane 6 dont le premier vol a lieu le 9 juillet 2024 et son futur remplaçant baptisé Ariane Next qui devrait voler vers 2035 avec l'objectif de diviser par deux le coût du lancement par rapport à Ariane 6. Ariane Next reprendrait la formule mise au point par SpaceX avec son lanceur Falcon 9 : il comporte un premier étage réutilisable qui revient se poser sur Terre à la verticale après s'être séparé du deuxième étage. Pour permettre sa réutilisation, cet étage utilise plusieurs moteurs-fusées à ergols liquides Prometheus (en cours de développement) brûlant un mélange de méthane et d'oxygène liquides. Le lanceur utiliserait 9 moteurs de ce type pour le premier étage et un moteur unique pour le second étage.
Pour mettre au point les techniques de réutilisation, le CNES propose de développer plusieurs engins expérimentaux intermédiaires : 
- FROG[3], un petit démonstrateur permettant de tester l'atterrissage à la verticale d'un étage de fusée. Celui-ci a effectué plusieurs vols en 2019.
- Callisto, un premier étage réutilisable de taille intermédiaire (13 mètres de haut, propulsion de 40 kilonewtons de poussée) destiné à tester toutes les phases de vol, y compris la rentrée atmosphérique à vitesse supersonique. Plusieurs vols sont prévus à compter de 2025.
- Themis, un premier étage réutilisable utilisant de un (T1H) à trois moteurs-fusées Prometheus et qui volera fin 2025[4].

Par ailleurs, le développement du programme MaiaSpace a été annoncé fin 2022. Ce programme doit exploiter les résultats de Thémis pour mettre au point un mini-lanceur réutilisable qui doit être opérationnel en 2026.
ArianeGroup reçoit 230 millions d'euros fin 2024 afin de produire le prototype T1E, optimiser et rendre plus puissant le moteur Prometheus, et rénover les infrastructures.

## Caractéristiques techniques
L'étage de fusée Themis est haut de 30 mètres pour 3,5 mètres de diamètre et emporte plus de 150 tonnes d'ergols. 
Le prototype T1G pour Themis 1-engine Ground sert à qualifier le moteur Prometheus en réalisant des tests au sol. 
La première version apte à voler, T1H, pour Themis 1-engine Hop, est équipée d'un moteur Prometheus brûlant un mélange d'oxygène liquide et de méthane liquideet mesure uniquement 28m de haut. La version T1E, pour Themis 1-engine Evolution, aura donc également un seul moteur et sera utilisée pour des tests à plus haute altitude à Esrange. 
La version T3, pour Themis 3-engines, aura 3 moteurs Prometheus, mesurera 30m de haut et servira pour les vols à haute altitude depuis le pas de tir Diamant réhabilité à Kourou.

## Déroulement des essais
Un premier modèle élémentaire de Themis a été réalisé et installé sur le site ArianeGroup de Vernon pour des essais de remplissage et d'allumage des moteurs. 
Les pieds d'atterrissage en fibre de carbone, conçus par MT Aerospace ont été testés à l'été 2024.
L'unique moteur Prometheus du prototype T1H, qui effectuera des sauts à Esrange, a été installé avec son système d'orientation à l'automne 2024. Le 17 décembre 2024, l'ESA a annoncé qu'ArianeGroup avait vérifié l'état du prototype. L'avionique a été ensuite intégrée puis le T1H a été envoyé dans le spécialement conçu bâtiment d'intégration du troisième pas de tir d'Esrange, près de Kiruna en Suède depuis l'ancien bâtiment de fabrication d'Ariane 5 aux Mureaux le 12 juin 2025.
Le 20 juin 2025, afin de préparer les vols à basse altitude du prototype T1H, le prototype T1G a été mis à feu quatre fois à Vernon.
Le prototype réalisera une répétition générale de lancement et une mise à feu statique en 2025 avant des premiers vols de quelques centaines de mètres d'altitude au plus, fin 2025, ou plus vraisemblablement début 2026. Ensuite, un premier vol test en condition réelle est prévu au Centre spatial guyanais à Kourou, en Guyane avec atterrissage sur une barge en mer, avec le prototype T3.